# YTSニュースワイド60
『YTSニュースワイド60』（ワイティーエスニュースワイドろくまる）は、1984年10月1日から1987年3月31日まで山形テレビがフジテレビ系列時代に夕方に放送していた山形県向けのローカルワイドニュース番組（『FNNスーパータイム』の山形県ローカルパート）。

## 概要
後に『FNN YTSニュース スーパータイム』と改名されるが、本番組の正式タイトルは『FNN YTSニュースワイド60』であり、通称『YTSワイド60』もしくは『ワイド60』だった（ほとんどの司会者は「YTS・ニュースワイド60」、あるいは「YTSニュースワイド・60」とYTS、あるいはニュースワイドで区切るのではなく「YTSニュース・ワイド60」と「YTSニュース」のところで区切ることが多かった）。

## キャスター（平日のみ）
- 田島義彦（当時山形テレビアナウンサー）
- 吉田香代子（当時山形テレビアナウンサー）

## 放送時間
いずれもJST。

### 平日
- 月曜日 - 金曜日 18:00 - 19:00 （1984年10月1日 - 1987年3月31日）

### 週末
- 土曜日 18:00 - 18:30、日曜日 17:30 - 18:00 （1985年4月6日 - 1987年3月29日）